# Copa Suruga Bank 2017
La Copa Suruga Bank de 2017 fue la décima edición de este certamen. Se disputó a partido único en Japón entre Urawa Red Diamonds, campeón de la Copa J. League 2016 y Chapecoense, campeón de la Copa Sudamericana 2016. El encuentro se jugó el 15 de agosto de 2017 en el Estadio Saitama 2002.
El conjunto japonés se consagró campeón tras derrotar al equipo brasileño por 1 a 0, en el cual Yūki Abe convirtió el único gol de penal faltando dos minutos para el final del partido.

## Participantes
| País   | Equipo             | Vía de clasificación                 |
| ------ | ------------------ | ------------------------------------ |
| Japón  | Urawa Red Diamonds | Campeón de la Copa J. League 2016    |
| Brasil | Chapecoense        | Campeón de la Copa Sudamericana 2016 |

## Sede
Al igual que el año anterior, la final fue disputada en el Estadio Saitama 2002, donde habitualmente actúa de local el Urawa Red Diamonds.
| Japón               |              |
| Ciudad              | Estadio      |
| Saitama             | Saitama 2000 |
|                     |              |
| 63 700 espectadores |              |

## Partido
| 15 de agosto de 2017, 19:00 (UTC+9) | Urawa Red Diamonds | 1:0 (0:0) | Chapecoense | Estadio Saitama 2002, Saitama                              |                                                            |
|                                     | Abe 90+3'          | Reporte   |             | Asistencia: 11 002 espectadores Árbitro(s): Kim Jong-Hyeok | Asistencia: 11 002 espectadores Árbitro(s): Kim Jong-Hyeok |

### Ficha
| 25         | Guardameta     | Tetsuya Enomoto    |       |
| 2          | Defensa        | Maurício Antônio   |       |
| 5          | Defensa        | Tomoaki Makino     |       |
| 46         | Defensa        | Ryōta Moriwaki     | 65'   |
| 3          | Centrocampista | Tomoya Ugajin      | 78'   |
| 10         | Centrocampista | Yōsuke Kashiwagi   |       |
| 18         | Centrocampista | Yoshiaki Komai     | 65'   |
| 22         | Centrocampista | Yūki Abe           |       |
| 8          | Delantero      | Rafael Silva       |       |
| 9          | Delantero      | Yūki Mutō          | 90+8' |
| 21         | Delantero      | Zlatan Ljubijankič | 90+8' |
| Entrenador | Entrenador     | Takafumi Hori      |       |

| 93         | Guardameta     | Jandrei           |       |
| 3          | Defensa        | Douglas Grolli    |       |
| 6          | Defensa        | Reinaldo          |       |
| 14         | Defensa        | Fabrício Bruno    |       |
| 22         | Defensa        | Luís Apodi        |       |
| 5          | Centrocampista | Moisés Ribeiro    | 80'   |
| 11         | Centrocampista | Luiz Antônio      | 90+6' |
| 25         | Centrocampista | Lucas Mineiro     |       |
| 7          | Delantero      | Cristian Penilla  | 61'   |
| 10         | Delantero      | Túlio de Melo     |       |
| 17         | Delantero      | Arthur Caike      |       |
| Entrenador | Entrenador     | Vinícius Eutrópio |       |

| 6  | Defensa        | Wataru Endō      | 65'   |
| 38 | Centrocampista | Daisuke Kikuchi  | 65'   |
| 14 | Centrocampista | Tadaaki Hirakawa | 78'   |
| 15 | Centrocampista | Kazuki Nagasawa  | 90+8' |
| 19 | Delantero      | Ado Onaiwu       | 90+8' |

| 9  | Delantero      | Wellington Paulista | 61'   |
| 33 | Centrocampista | Lucas Marques       | 80'   |
| 21 | Defensa        | Luiz Otávio         | 90+6' |

| Anotado · Penal | 90+3' | Yūki Abe | 1–0 |

| Amonestado | 56' | Rafael Silva |

| Amonestado | 28' | Douglas Grolli |
| Amonestado | 65' | Luiz Antônio   |

| Árbitro             | Kim Jong-Hyeok  |
| Árbitros asistentes | Yoon Kwang-Yeol |
| Árbitros asistentes | Kim Young-Ha    |
| Cuarto árbitro      | Kim Hee-Gon     |

| 25         | Guardameta     | Tetsuya Enomoto    |       |
| 2          | Defensa        | Maurício Antônio   |       |
| 5          | Defensa        | Tomoaki Makino     |       |
| 46         | Defensa        | Ryōta Moriwaki     | 65'   |
| 3          | Centrocampista | Tomoya Ugajin      | 78'   |
| 10         | Centrocampista | Yōsuke Kashiwagi   |       |
| 18         | Centrocampista | Yoshiaki Komai     | 65'   |
| 22         | Centrocampista | Yūki Abe           |       |
| 8          | Delantero      | Rafael Silva       |       |
| 9          | Delantero      | Yūki Mutō          | 90+8' |
| 21         | Delantero      | Zlatan Ljubijankič | 90+8' |
| Entrenador | Entrenador     | Takafumi Hori      |       |

| 93         | Guardameta     | Jandrei           |       |
| 3          | Defensa        | Douglas Grolli    |       |
| 6          | Defensa        | Reinaldo          |       |
| 14         | Defensa        | Fabrício Bruno    |       |
| 22         | Defensa        | Luís Apodi        |       |
| 5          | Centrocampista | Moisés Ribeiro    | 80'   |
| 11         | Centrocampista | Luiz Antônio      | 90+6' |
| 25         | Centrocampista | Lucas Mineiro     |       |
| 7          | Delantero      | Cristian Penilla  | 61'   |
| 10         | Delantero      | Túlio de Melo     |       |
| 17         | Delantero      | Arthur Caike      |       |
| Entrenador | Entrenador     | Vinícius Eutrópio |       |

| 6  | Defensa        | Wataru Endō      | 65'   |
| 38 | Centrocampista | Daisuke Kikuchi  | 65'   |
| 14 | Centrocampista | Tadaaki Hirakawa | 78'   |
| 15 | Centrocampista | Kazuki Nagasawa  | 90+8' |
| 19 | Delantero      | Ado Onaiwu       | 90+8' |

| 9  | Delantero      | Wellington Paulista | 61'   |
| 33 | Centrocampista | Lucas Marques       | 80'   |
| 21 | Defensa        | Luiz Otávio         | 90+6' |

| Anotado · Penal | 90+3' | Yūki Abe | 1–0 |

| Amonestado | 56' | Rafael Silva |

| Amonestado | 28' | Douglas Grolli |
| Amonestado | 65' | Luiz Antônio   |

| Árbitro             | Kim Jong-Hyeok  |
| Árbitros asistentes | Yoon Kwang-Yeol |
| Árbitros asistentes | Kim Young-Ha    |
| Cuarto árbitro      | Kim Hee-Gon     |

| Estadísticas       | Urawa Red Diamonds | Chapecoense |
| ------------------ | ------------------ | ----------- |
| Tiros              | 2                  | 14          |
| Tiros al arco      | 1                  | 9           |
| Faltas             | 19                 | 12          |
| Tiros de esquina   | 2                  | 4           |
| Penales            | 1                  | 0           |
| Fueras de juego    | 7                  | 1           |
| Posesión del balón | 31,6%              | 69,4%       |

|                                        |
| Bandera de Japón                       |
| Campeón Urawa Red Diamonds 1.er título |